# The Egg
The Egg (O ovo) é um filme mudo em curta-metragem norte-americano de 1922, do gênero comédia, dirigido por Gilbert Pratt e estrelado por Stan Laurel.

## Elenco
- Stan Laurel - Humpty Dumpty
- Drin Moro - a filha do Presidente
- Colin Kenny - Gerald Stone
- Tom Kennedy

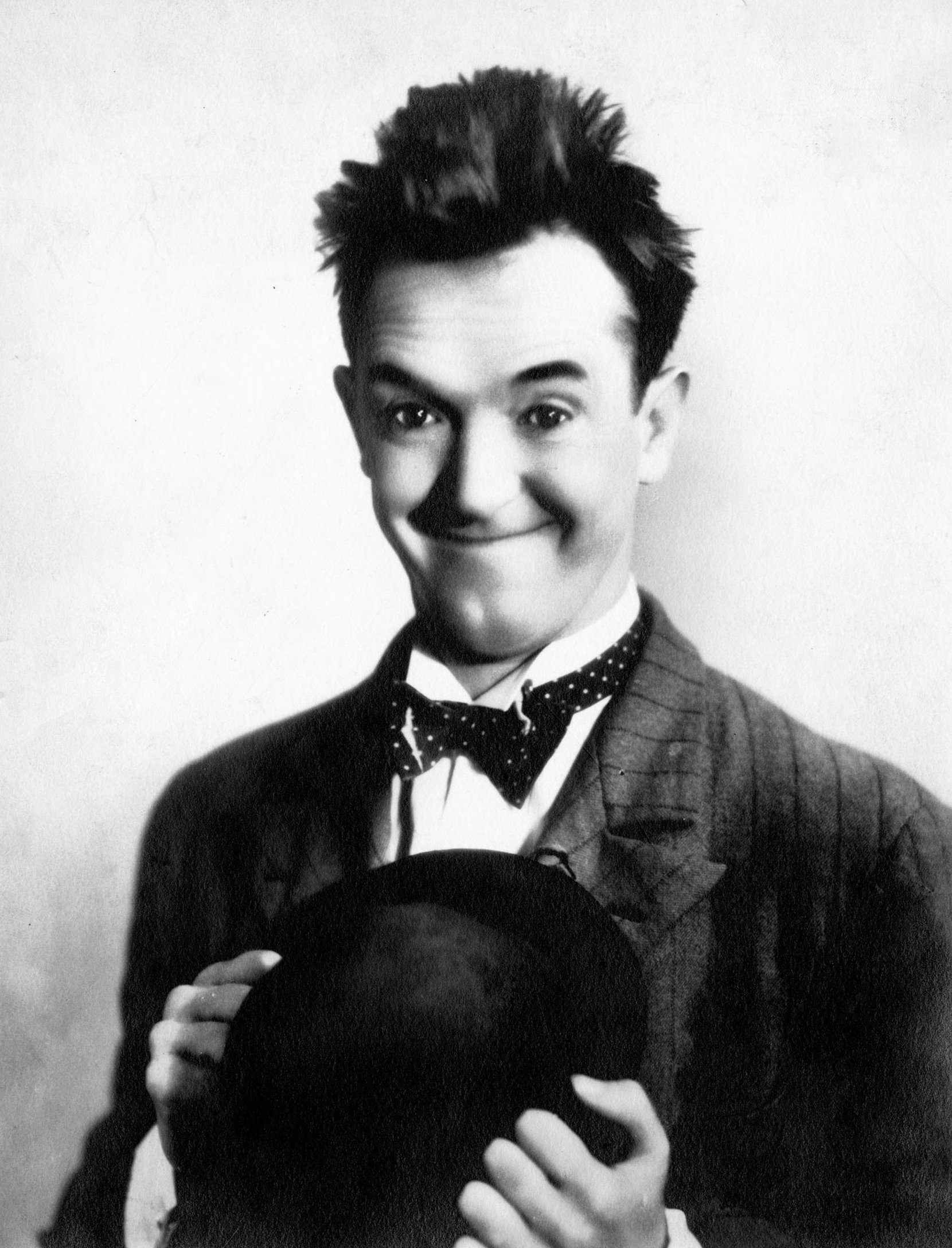
Stan Laurel

- Alfred Hollingsworth - Mr. Stillwell, o Presidente